# All the Bright Places
All the Bright Places é um filme de drama romântico adolescente americano de 2020, dirigido por Brett Haley, a partir do roteiro de Jennifer Niven e Liz Hannah, baseado no romance homônimo de Niven. É estrelado por Elle Fanning, Justice Smith, Alexandra Shipp, Kelli O'Hara, Lamar Johnson, Virginia Gardner, Felix Mallard, Sofia Hasmik, Keegan-Michael Key e Luke Wilson.
Foi lançado em 28 de fevereiro de 2020, pela Netflix.

## Sinopse
Dois adolescentes que estão passando por momentos difíceis criam um forte laço quando embarcam em uma jornada transformadora para visitar as maravilhas do estado de Indiana, nos Estados Unidos.

## Elenco
- Elle Fanning como Violet Markey
- Justice Smith como Theodore Finch
- Alexandra Shipp como Kate Finch
- Kelli O'Hara como Sheryl Markey
- Lamar Johnson como Charlie
- Virginia Gardner como Amanda
- Felix Mallard como Roamer
- Sofia Hasmik como Brenda
- Luke Wilson como James Markey
- Keegan-Michael Key como Richard

## Produção
Em julho de 2015, foi anunciado que Elle Fanning estrelaria em All the Bright Places, com a autora Jennifer Niven escrevendo o roteiro adaptado. Em julho de 2015, foi anunciado que Miguel Arteta realizaria o filme. Em julho de 2018, Justice Smith se juntou ao elenco do filme, com Brett Haley substituindo Arteta como diretor, e Liz Hannah co-escrevendo o roteiro com Niven. A Echo Lake Entertainment e a FilmNation Entertainment produziram o filme, com Fanning, Paula Mazur, Mitchell Kaplan, Doug Mankoff, Andrew Spaulding e Brittany Kahn atuando como produtores, enquanto Hannah atuou como produtora executiva.
Em outubro de 2018, Alexandra Shipp, Keegan-Michael Key, Luke Wilson, Kelli O'Hara, Virginia Gardner, Felix Mallard, Lamar Johnson e Sofia Hasmik juntaram-se ao elenco do filme, com distribuição da Netflix. A fotografia principal começou em 4 de outubro de 2018, em Elyria, Ohio.